# Villeneuve-d'Ascq
Villeneuve-d'Ascq é uma cidade de França, no departamento do Norte (Nord), junto à fronteira belga. Faz parte da aglomeração urbana de Lille, na região de Altos da França.

## Educação
Campus universitário Villeneuve d'Ascq:
- Pólo universitário da Université de Lille, 'Cité scientifique' Villeneuve-d'Ascq.
- Campus da École centrale de Lille situa-se no pólo universitário da Université de Lille I (USTL), Cité scientifique Villeneuve-d'Ascq.
- Pólo universitário da Université de Lille III-Charles de Gaulle, 'Campus Pont de Bois' Villeneuve d'Ascq